# Tau Aurigae
Tau Aurigae (τ Aur / τ Aurigae) è una stella gigante gialla di magnitudine 4,52 situata nella costellazione dell'Auriga. Dista 213 anni luce dal sistema solare.

## Osservazione
Si tratta di una stella situata nell'emisfero celeste boreale. La sua posizione moderatamente boreale fa sì che questa stella sia osservabile specialmente dall'emisfero nord, in cui si mostra alta nel cielo nella fascia temperata; dall'emisfero australe la sua osservazione risulta invece più penalizzata, specialmente al di fuori della sua fascia tropicale. La sua magnitudine pari a 4,5 fa sì che possa essere scorta solo con un cielo sufficientemente libero dagli effetti dell'inquinamento luminoso.
Il periodo migliore per la sua osservazione nel cielo serale ricade nei mesi compresi fra fine ottobre e aprile; nell'emisfero nord è visibile anche per un periodo maggiore, grazie alla declinazione boreale della stella, mentre nell'emisfero sud può essere osservata limitatamente durante i mesi dell'estate australe.

## Caratteristiche fisiche
La stella è una gigante gialla; il suo raggio è 11 volte quello del Sole ed è 63 volte più luminosa.
Possiede una magnitudine assoluta di +0,45 ed ha una compagna visuale a 27 secondi d'arco, Nu Aurigae, che, a quella distanza, corrispondono a circa 3 anni luce, una distanza troppo grande perché esista un legame fisico tra le due stelle, visto anche che si muovono in direzioni opposte nello spazio.
A quella distanza, da Nu Aurigae, Tau sarebbe vista più luminosa di Venere visto dalla Terra, di magnitudine -4,9. Nu invece, vista da Tau, apparirebbe ancora più luminosa, di mezza magnitudine rispetto a Tau.